# 瑶湖西站
瑶湖西站位于中华人民共和国江西省南昌市南昌县紫阳大道与瑶湖西大道交叉口南侧，是南昌地铁1号线的地铁车站，为1号线一期东起讫站点；车站于2015年12月26日和1号线一同启用。
该站还未正式命名瑶湖西之前就以样板站完成整站内装修体和3号出入口，是南昌历史上首个接近完工的地铁站。

## 车站结构

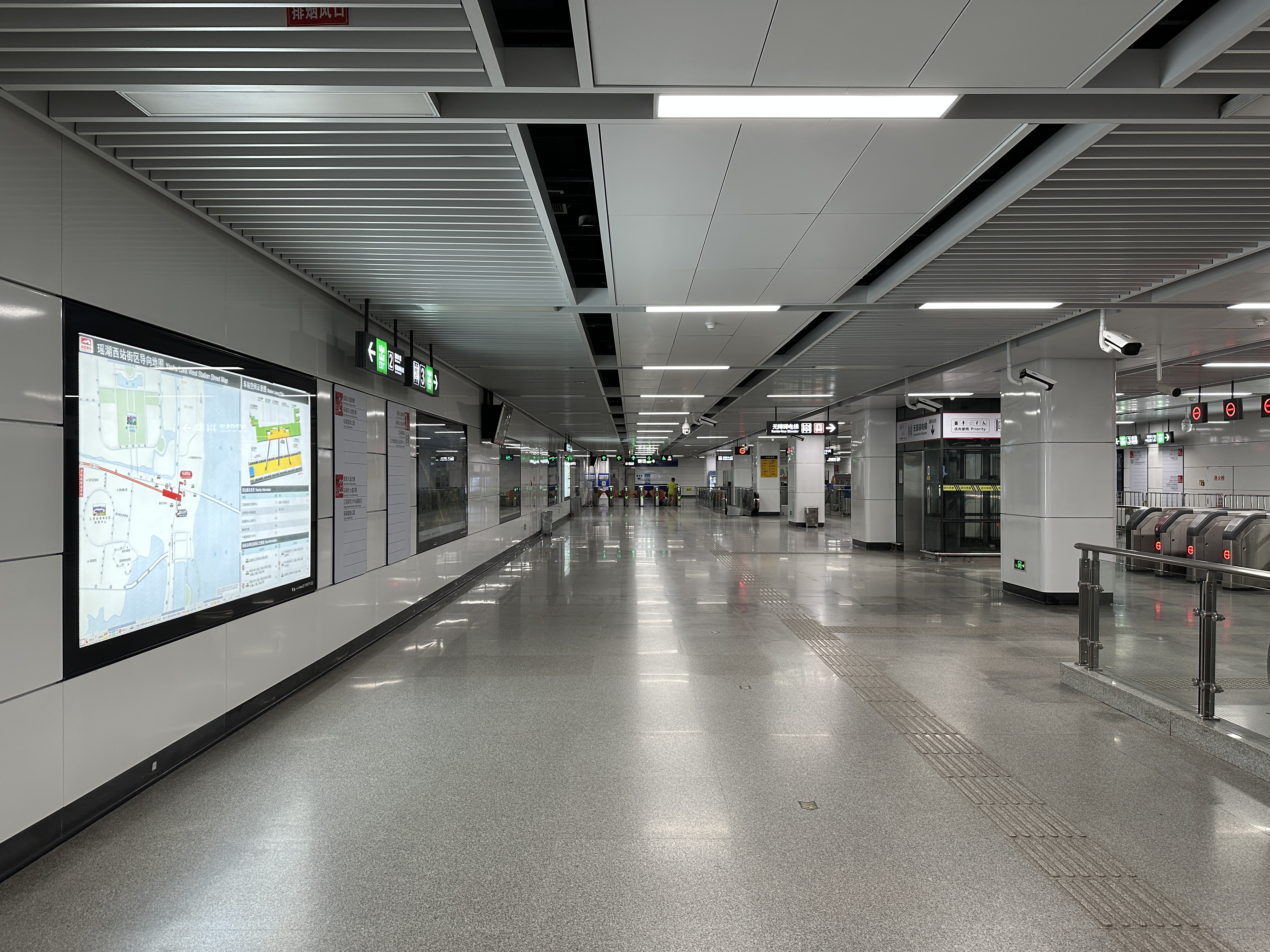
站厅

站厅在地下一层，站台在地下二层为岛式站台。该车站长328.6米，标准段基坑宽度为18.4米，基坑开挖深度约16.61-18.41米，为单柱双跨钢筋混凝土框架。
西端设一组交叉渡线，用于列车折返调度；东端预留向东延伸的至麻丘站的轨道接口。
车站面积为14545.59㎡，深度13.36m，占地面积约20.09亩。
2023年紧贴车站东侧新建盾构接收井，2025年东延工程通车启用。

### 楼层
| 1层  | 地面               | 出入口                         |  |  |
| -1层 | 站厅               | 自动售票机、客服中心           |  |  |
| -2层 |                    | █ 1号线 往昌北机场（奥体中心） |  |  |
|      | 岛式站台，左侧开门 |                                |  |  |
|      |                    | █ 1号线 往麻丘（瑶湖东）       |  |  |

### 出入口
本站共开放3个出入口，预留2个出入口。
| 编号                   | 指示                           | 图片 | 建议前往的目的地                             |
| ---------------------- | ------------------------------ | ---- | -------------------------------------------- |
| 出口 · 1L              | （预留）                       |      |                                              |
| 2-1                    | 紫阳大道，瑶湖湿地公园         |      | 瑶湖西大道                                   |
| 2-2                    | 紫阳大道，瑶湖湿地公园         |      | 瑶湖西大道、君汇半岛                         |
| 出口 · 3L · 升降机标志 | 紫阳大道南侧，赣电九方购物中心 |      | 瑶湖西大道、赣电东方城、江西师范大学瑶湖校区 |
| 出口 · 4L              | （预留）                       |      |                                              |
| 註： 設有              |                                |      |                                              |

## 历史
- 2009年6月2日《南昌市轨道交通1号线一期工程环境影响报告书（简本）》中只提及奥体中心站位于规划奥体中心附近[16][17]。
- 2010年8月30日的1号线一期24个站点暂用名定为奥体中心站，位于瑶湖西侧的紫阳大道、学苑路交叉口，紫阳大道南侧[4]。
- 2010年12月15日确定本站名称不变[18]。
- 2013年2月19日确认本站点已经结构封顶[19]
- 2015年1月10日主体施工完成[20]。
- 2015年1月作为全线公共区装修试验站率先完工，开放媒体体验[21][22]
- 2015年9月16日确认改为瑶湖西站[23][24]。
- 2015年12月26日随1号线一期一同启用。